# Пластична панорама давнього Львова
Пластична панорама Старого Львова (пол. Panorama Plastyczna Dawnego Lwowa) — макет Львова створений у 1929-1946 роках під керівництвом інж. Януша Вітвіцького, який показує як виглядало місто в другій половині XVIII ст. З 2015 року виставляється в «Залі століття» у Вроцлаві.

## Опис
На макеті показані реконструйовані будівлі та вулиці розташовані в оборонних стінах Львова XVIII ст. в розмірі 4 х 3,6 м. та масштабі 1:2000. Виконаний з бристолю, свинцю, мідного листа та дроту, а історичну патину надають фарби та розчини кислот.
Більша частина історичної панорами нині зберігається в Польщі. В Україні у фондах нині ліквідованої НДІТІАМ зберігся конфіскований архів митця. Також у фондах Львівського історичного музею зберігся макет ратуші виготовлений Вітвіцьким в 1929 р. для експонування на виставці у Познані.

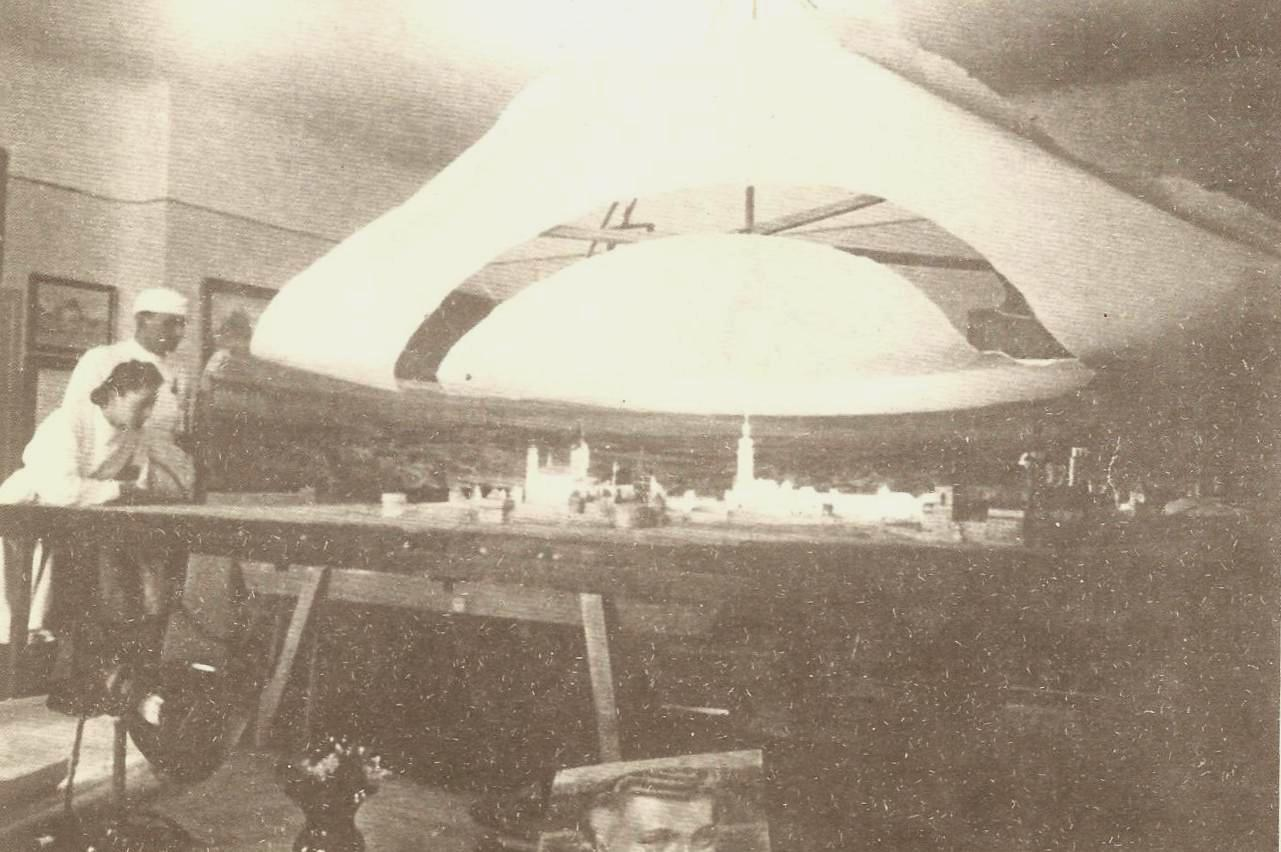
Януш Вітвіцький з колегою біля панорами.

## Історія

### Створення
Поштовхом для створення панорами стала побачена Вітвіцьким у Парижі колекція макетів укріплень міст XVII—XVIII ст., створена фортифікатором Вобаном. Спочатку Вітвіцький сам фінансував будівництво панорами, потім було створено «Товариство створення макету давнього Львова», яке намагалося зібрати для цього кошти (приблизно 180 000 злотих). У 1939 р. Львівська влада вирішила покрити 1/3 витрат, але до початку Другої світової війни встигла перерахувала лише 10 тис. злотих. На початку війни були готові макети найбільших будівель. Більшість робіт проводилась в 1939-44 рр. Окрім творця Януша Вітвіцького, команда налічувала понад 20 осіб.

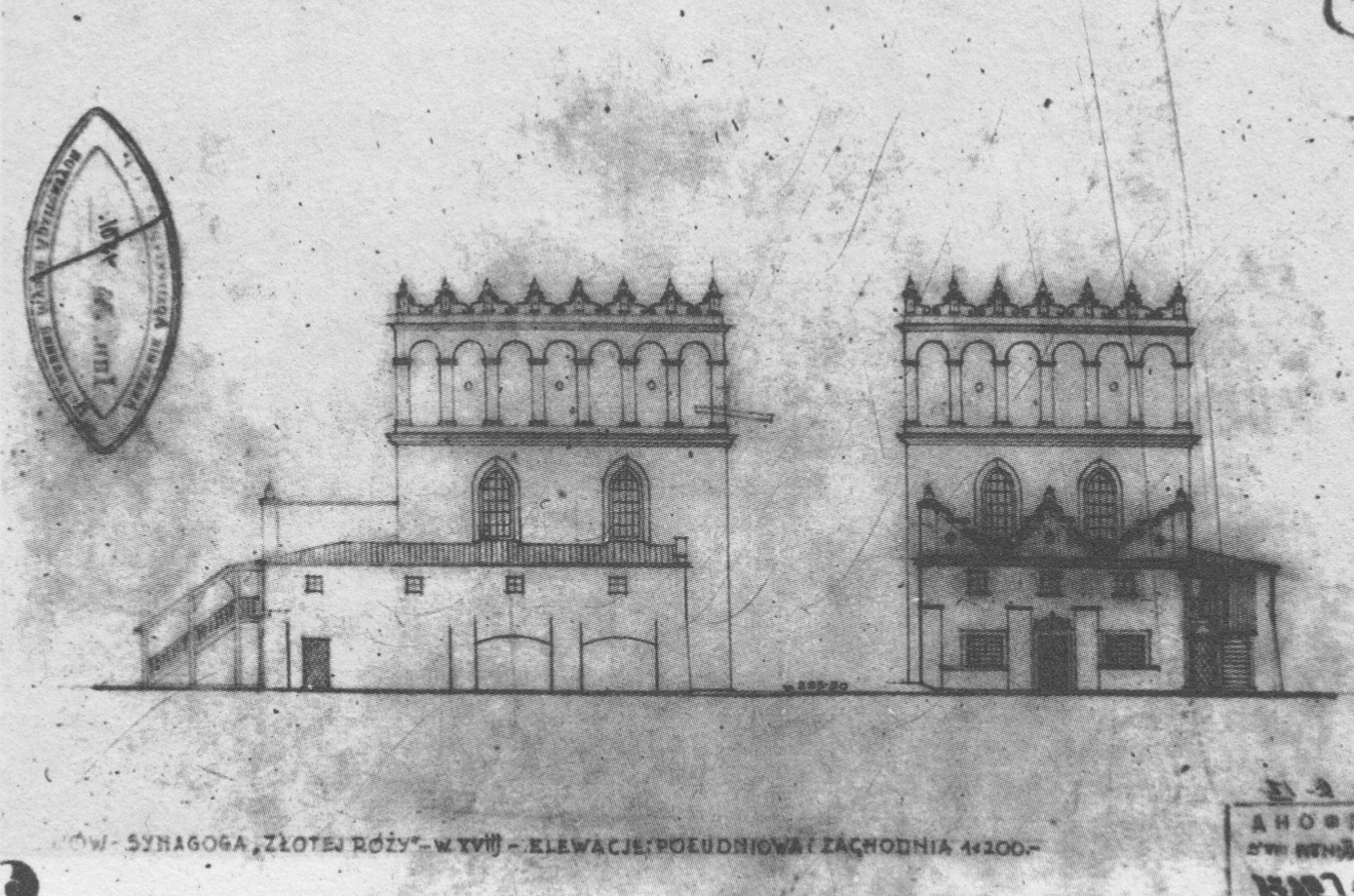
Проєкт реконструкції «Золотої Рози».

Після війни радянська влада намагалася не допустити вивезення панорами з СРСР, зокрема було конфісковано наукову документацію Вітвіцького. А отримавши дозвіл на виїзд, безпосередньо перед еміграцією зі Львова автора було вбито. Його дружині врешті вдалось вивезти панораму до Варшави, де вона кілька тижнів таємно зберігалась на складах Національного музею у професора Станіслава Лоренца. Потім — все ще таємну від комуністичної влади — панораму перенесли на склади архітектурного факультету Вроцлавського технологічного університету, а в 1975 році — в Музей архітектури у Вроцлаві. Після реконструкції він виставлявся у Історичному музеї у Вроцлаві з 1994 року, але після реорганізації цього музею та змін приміщень з 2003 року він знову був недоступний для відвідувачів — упакований, залишений на складі Музею медальйового мистецтва у Вроцлаві.

### Відновлення
У 2006 році відповідно до угоди укладеної між родиною інж. Януша Вітвіцького та директором Національної бібліотеки імені Оссолінських, модель "Старої львівської художньої панорами" стала власністю Оссолінеуму. Ящики та пакети з елементами моделі були перевезені в приміщення для зберігання журналу відділу «Оссолінеуму» за адресою вул. Солтисовицька у Вроцлаві. Тоді ж були розпочаті первинні інвентаризаційні роботи.
Через рік був закінчений макет волоської церкви, який виготовив варшавський архітектор, інж. Збігнев Чеда під керівництвом інж. Міхала Вітвіцького (двоюрідного брата Януша Вітвіцького). Був підготовлений ряд планів — проєкції Львова та його будівель у масштабах 1:1000 та 1:2000, необхідні для подальшої інвентаризації та реконструкції Панорами. Плани склав інж. Марцін Сова з Вроцлава.
У 2008-2011 рр. два вроцлавські консерватори та художники, Адам Грохольський та Томаш Фрончек, зробили оновлення "Пластикової панорами старого Львова". Вони зібрали вихідні матеріали, які дали змогу відтворити відсутні моделі. Також вони провели документальну роботу зі створенням музейних карток для окремих елементів Панорами, включаючи визнання стану збереженості моделей будівель та базових сегментів та необхідного обсягу реставраційних робіт.
У листопаді 2013 року директор бібліотеки д-р Адольф Юзвенко та президент вроцлавського підприємства «Галя Людова» Анджей Баворовський підписали лист про наміри щодо співпраці у відновленні та збереженні моделі «Пластичної панорами давнього Львова». «Оссолінеум» розпочав зусилля для отримання коштів на консерваційні роботи та оновлення панорами. У травні 2014 року бібліотека отримала фінансування від Міністерства культури та національної спадщини для проведення робіт з консервації та реконструкції відсутніх елементів. Тоді ж розпочались роботи які проводили вищезгадані Адам Грохольський та Томаш Фрончек У червні 2014 року було підписано угоду про співпрацю між бібліотекою та виставковою залою, в результаті чого роботи інженера Януша Вітвіцького були виставлені в одному з так звані ротонди у комплексі «Зали століття».